# Рейно, Эмиль
Эмиль Рейно (фр. Charles-Émile Reynaud /ʃaʁl emil ʁɛjno/; 8 декабря 1844, Монтрёй — 9 января 1918, Иври-сюр-Сен) — французский изобретатель, художник и популяризатор науки, предтеча мультипликации.

## Биография

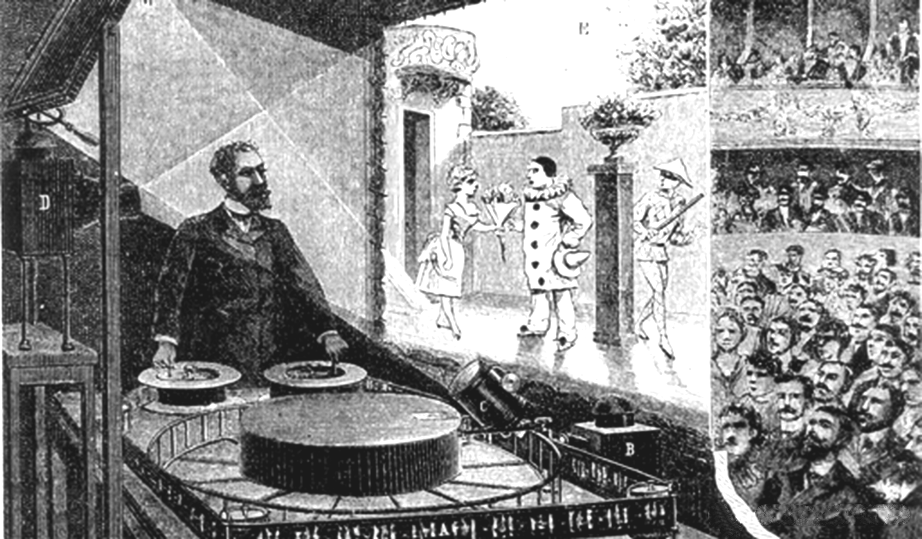
Э. Рейно со своим оптическим театром

Сын медальера и часовщика, Рейно с детства работал у отца в мастерской. С 1858 года он начал осваивать ремонт и отладку оптических инструментов, а затем стал одновременно работать ассистентом парижского фотографа-портретиста Адама Саломона, занимаясь ретушью фотографий. В 1864 году он стал помощником известного лектора и популяризатора науки аббата Муаньо, путешествуя с ним по Франции и учась у своего патрона мастерству популярной лекции.
Взяв за основу зоотроп, который позволял рассматривать движущиеся картинки через видоискатель, в 1876 году Рейно усовершенствовал его, соединив с волшебным фонарём, что позволяло насладиться зрелищем уже не одному-единственному зрителю, а многим одновременно. Рейно придумал заменить цилиндр аппарата мягкой лентой, на которой были укреплены желатиновые пластинки размером 4×5 см; эти картинки через помещённое в центре зеркало отображались на экране. Кроме того, Рейно первым стал использовать постоянную декорацию, рисуя её отдельно от персонажей и передавая на экран посредством отдельного волшебного фонаря. Он был и первым, кто синхронизировал изображение и звук, причём музыкальное сопровождение для своих фильмов сочинял тоже сам.
С 1877 года Рейно обосновался в Париже и стал читать собственные популярные лекции. В это же время он сконструировал праксиноскоп — оптический прибор, позволяющий видеть последовательность из нескольких рисунков как плавное движение. На протяжении последующих полутора десятилетий Рейно совершенствовал свой аппарат.
В 1892 состоялся первый показ мультипликационного фильма, когда Рейно представил изумлённой публике, собравшейся в парижском Музее Гревен, свои «светящиеся пантомимы».
Он показывал им программы из нескольких сюжетов, сеанс продолжался пятнадцать—двадцать минут. Все свои «фильмы» Рейно рисовал, раскрашивал и монтировал сам, нанося изображение на длинные ленты, каждый сюжет состоял из нескольких сотен картинок.
Рейно впервые применил некоторые приёмы, ставшие основой технологии мультипликации. В их числе — раздельное рисование персонажей и декораций.
В 1893—1894 он создал свой шедевр «Вокруг кабинки», но уже в 1895 рождение кинематографа нанесло ему сокрушительный удар: рукотворные ленты Рейно не могли соперничать с более быстрыми в производстве и более дешёвыми кинофильмами. Отчаявшийся изобретатель разбил свой аппарат и утопил его в Сене вместе с лентами, частично уцелели всего две из них, «Бедный Пьеро» и «Вокруг кабинки».

## День анимации
В честь первого показа «светящихся пантомим» Рейно в 1892 году 28 октября отмечается как Международный день анимации. Праздник был утверждён АСИФА в 2002 году.